# Cathie Jung
Cathie Jung (nacida en 1937) es una aficionada a la moda victoriana y al corsé que reside en Old Mystic, Connecticut, Estados Unidos, que actualmente está en el Libro Guinness de los récords por tener la cintura más pequeña en una persona viva. Jung, que mide 1,65 m. de altura, tiene una cintura que mide  38 cm.
Jung aparece sin acreditar, por propia elección debido a los contenidos indeseables, en la película Cremaster 2 de Matthew Barney en el papel de Baby Fay La Foe.